# Psilaspilates butyrosa
Psilaspilates butyrosa là một loài bướm đêm trong họ Geometridae.